# 聖セラピアの埋葬のある風景
『聖セラピアの埋葬のある風景』（せいセラピアのまいそうのあるふうけい、仏: Paysage avec l'Enterrement de Saint Serapia, 西: Paisaje con el entierro de Santa Serapia, 英: Landscape with the Burial of Saint Serapia）は、フランスのバロック時代の古典主義の画家クロード・ロランが1639年頃に制作した風景画である。油彩。キリスト教の殉教した聖女であるローマの聖サビナとその召使であった聖セラピアを主題としている。ブエン・レティーロ宮殿の装飾のために制作された8点の風景画連作の1つで、『モーセの発見のある風景』（Paysage avec la découverte de Moïse）の対作品。クロード・ロランの初期作品の中で最も疑問の余地があり、最も美しく感情に訴えかける作品の1つでもある。現在はマドリードのプラド美術館に所蔵されている。

## 主題
聖セラピアはアンティオキア出身のキリスト教徒であった。ローマ皇帝ハドリアヌスの迫害を逃れてイタリアに渡り、ローマの裕福な貴族の未亡人であった聖サビナに仕えた。聖サビナがキリスト教に改宗したのは聖セラピアの影響であったと言われている。彼女たちは敬虔な女たちとともにローマを捨てて田舎に隠棲したが、聖セラピアはキリスト教徒であることを非難され、拷問を受けた末に斬首された。この出来事はウンブリア地方のヴェンデナ（Vindena）で起きた。聖サビナは彼女の遺体を埋葬したが、その後、聖サビナもまた殉教した。ローマのアヴェンティーノの丘は伝統的に聖サビナが殉教したとされた場所で、5世紀にはサンタ・サビナ聖堂が建設された。

## 制作経緯

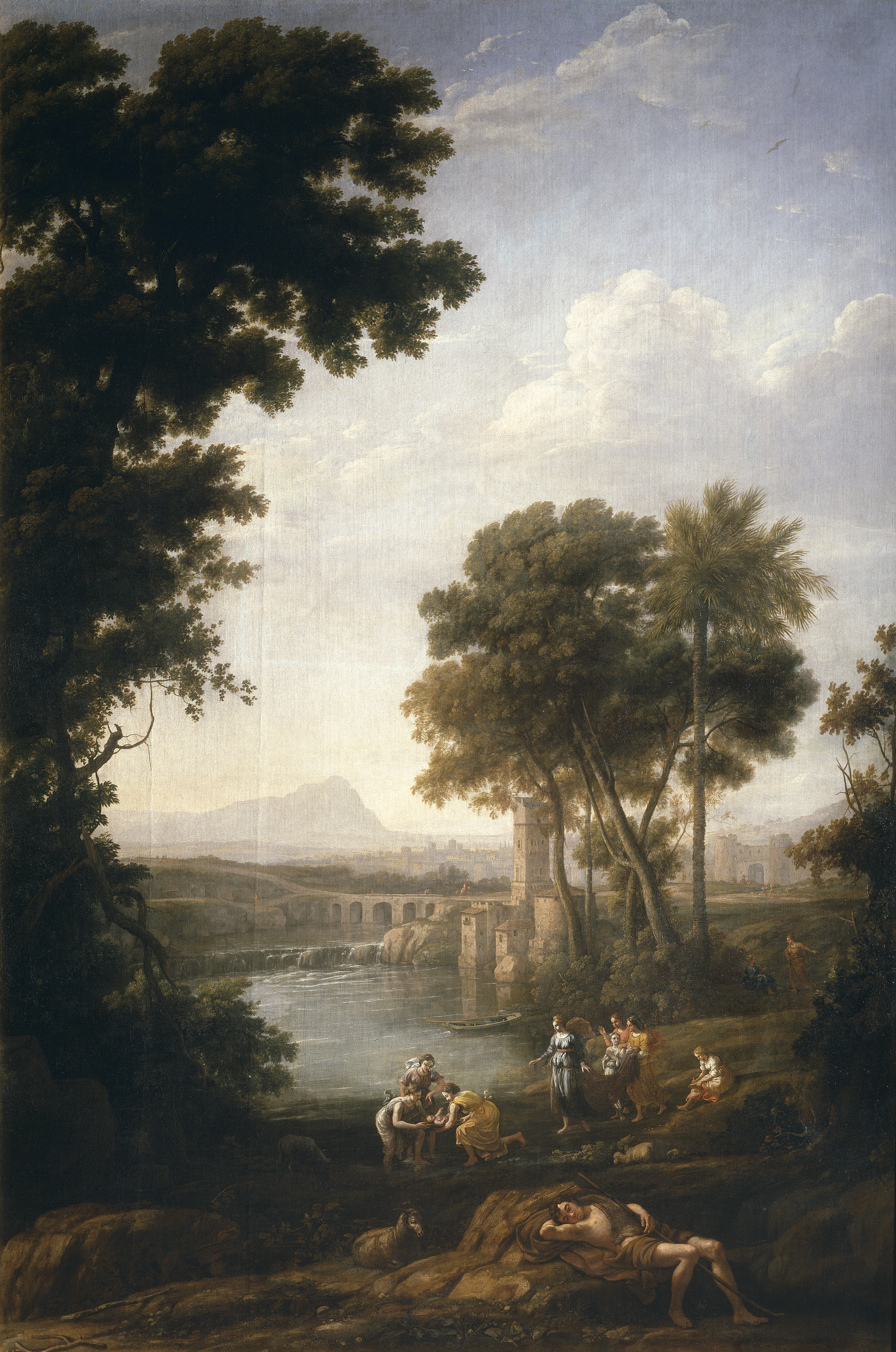
対作品『モーセの発見のある風景』。プラド美術館所蔵。

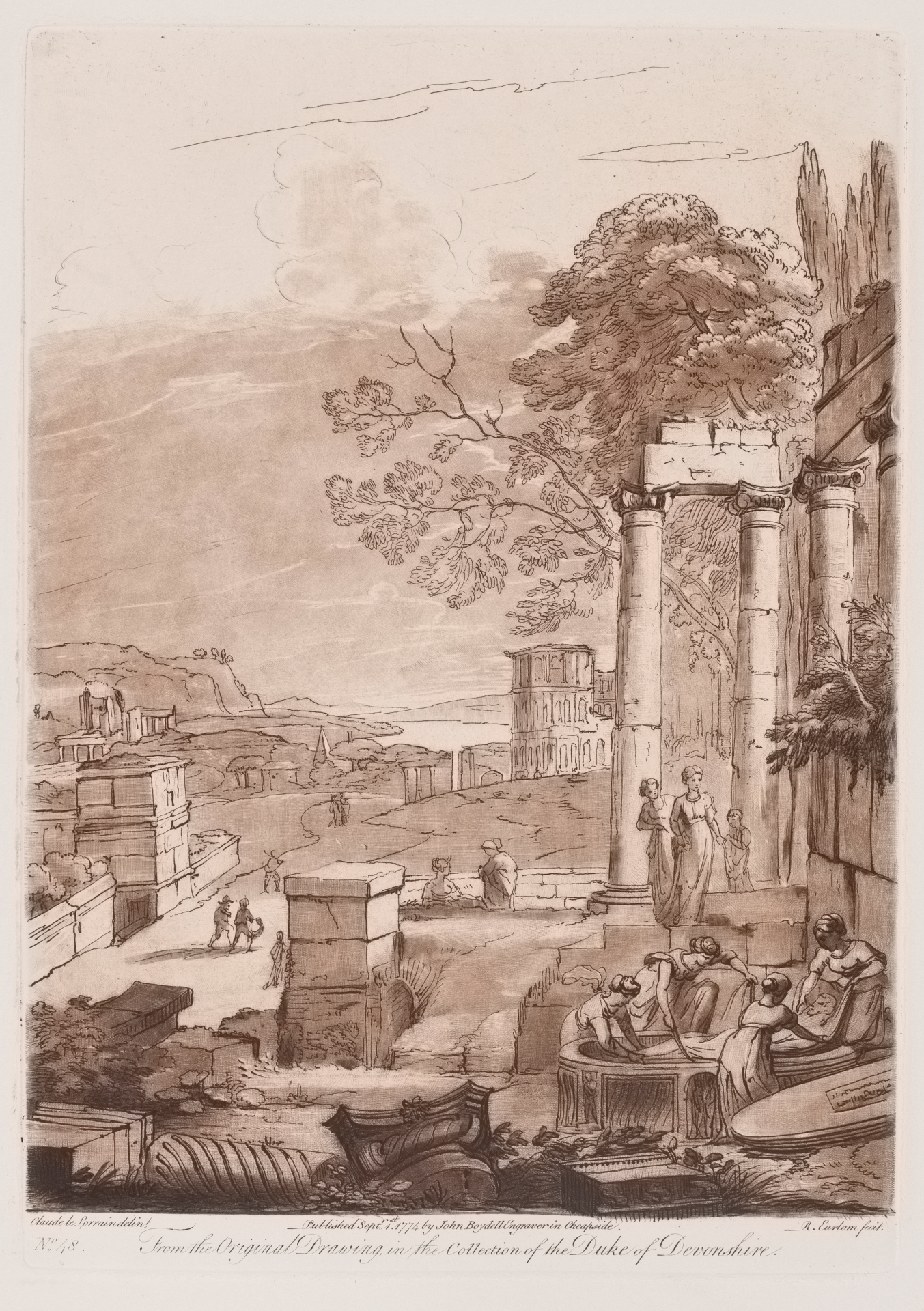
リチャード・アーロムが画家の作品目録『リベル・ヴェリタリス』から印刷した『聖セラピアの埋葬のある風景』。

スペイン国王フェリペ4世の治世に完成したブエン・レティーロ宮殿を装飾するため、第3代オリバーレス伯爵ガスパール・デ・グスマンの監督のもと大規模な美術品が購入された。その購入総数は200点にもおよび、入手方法を特定することは困難であるが、史料によってローマで活動する芸術家たちに多くの風景画が発注されたことが分かっている。クロード・ロランにも1636年から1638年に4点、1639年から1641年に本作品を含む4点の計8点の絵画が発注されている。このうち前者は横長の画面の作品で、『聖アントニウスの誘惑のある風景』（Paysage avec la tentation de saint Antoine）、『聖オヌフリウスのいる風景』（Paysage avec saint Onuphrius）、『聖マリア・デ・セルヴェッロのいる風景』（Paysage avec Sainte María de Cervelló）、ほか失われた作品1点、後者は縦長の画面の作品で、本作品及びその対作品『モーセの発見のある風景』と、『大天使ラファエルとトビアスのいる風景』（Paysage avec Tobie et l'archange Raphaël）、『オスティアで乗船するローマの聖パウラがいる風景』（Paysage à l'embarquement de Sainte Paula Romana à Ostie）であった。

## 作品
クロード・ロランは聖セラピアが埋葬されるシーンを描いている。聖セラピアの遺体はアヴェンティーノの丘で女性たちによって石棺に納められようとしている。彼女たちの中でひときわ際立った存在は聖サビナであり、赤色の衣服を着て、土手の上から埋葬の様子を悲しげに見つめている。背後の風景にはコロッセオとローマを流れるテヴェレ川が見える。
聖セラピアと聖サビナは17世紀の絵画の主題としては珍しく、クロード・ロランもこの主題を扱ったのは本作品のみである。クロード・ロランは聖セラピアの埋葬地として、テヴェレ川とコロッセオをともなうアヴェンティーノの丘の考古学的景観を選択した。しかし古代の建築物の遺跡を正確に再現したにもかかわらず、テヴェレ川をコロッセオの奥の地平線に配置する構図のために地形を正確に再構築していない。その代わり、アヴェンティーノの丘に存在したユーノー・レジーナ神殿の遺跡と思われる4本の柱を構図の右側に配置することで、強い垂直性を強調した。またクロード・ロランは初期作品で使用したモチーフを画面の中で1つに凝縮した。人物を取り囲む古代の建築物の遺跡や前景の考古学的遺跡などの要素は、ロンドンのナショナル・ギャラリー所蔵の『トリニタ・デイ・モンティ聖堂のある風景』（Vue de la Trinità de' Monti à Rome）に近く、コロッセオはミシェル＆ドナルド・ダムール美術館（Michele & Donald D'Amour Museum of Fine Arts）所蔵の『フォロ・ロマーノの遺跡のあるカプリッチョ』（Capriccio avec les ruines du Forum Romain）と同じ素描を使用している。
本作品がブエン・レティーロ宮殿を装飾した風景画の中に含まれたかどうかについて、十分な史料的裏付けはない。しかし聖サラピアと聖ザビナがキリスト教徒の集団を形成するために世俗的生活を捨てた人物であることは、連作の1つ『オスティアで乗船するローマの聖パウラがいる風景』に描かれた聖パウラと共通しており、両作品を関連性のある絵画として位置づけることができる。18世紀初頭には絵画の主題は分からなくなっており、国王カルロス2世の死後の1701年に作成された目録では『聖サビナの埋葬』と記載されている。これはおそらく石棺の蓋の碑文を誤読した結果であろう。絵画の主題は最終的に美術史家マルセル・レートリスベルガーによって特定された。
一般的に『聖セラピアの埋葬のある風景』は『モーセの発見のある風景』と対作品であり、『大天使ラファエルとトビアスのいる風景』と『オスティアで乗船するローマの聖パウラがいる風景』がもう1つの対作品と考えられている。しかしその一方で、主題や構図の構成要素から本作品はむしろ『オスティアで乗船するローマの聖パウラがいる風景』と対作品であり、『モーセの発見のある風景』の対作品は『大天使ラファエルとトビアスのいる風景』ではないかと論じられている。実際、後者の説では主題は初期キリスト教の聖女と『旧約聖書』の登場人物に明確に2分されている。構図も建築物を主体とする風景と川と樹木のある牧歌的風景に2分され、それぞれ鏡像のように構成要素の配置が一致している。
クロード・ロランが贋作を避けるために作成した作品目録『リベル・ヴェリタリス』（Liber Veritatis, 真実の書の意）では、ブエン・レティーロ宮殿の第2の風景画連作の他の絵画とともに48番に記録されており、スペイン国王のために制作した旨が記されている。

## 来歴
絵画はスペイン王室コレクションとして、1701年と1794年にブエン・レティーロ宮殿で記録されている。

## ギャラリー

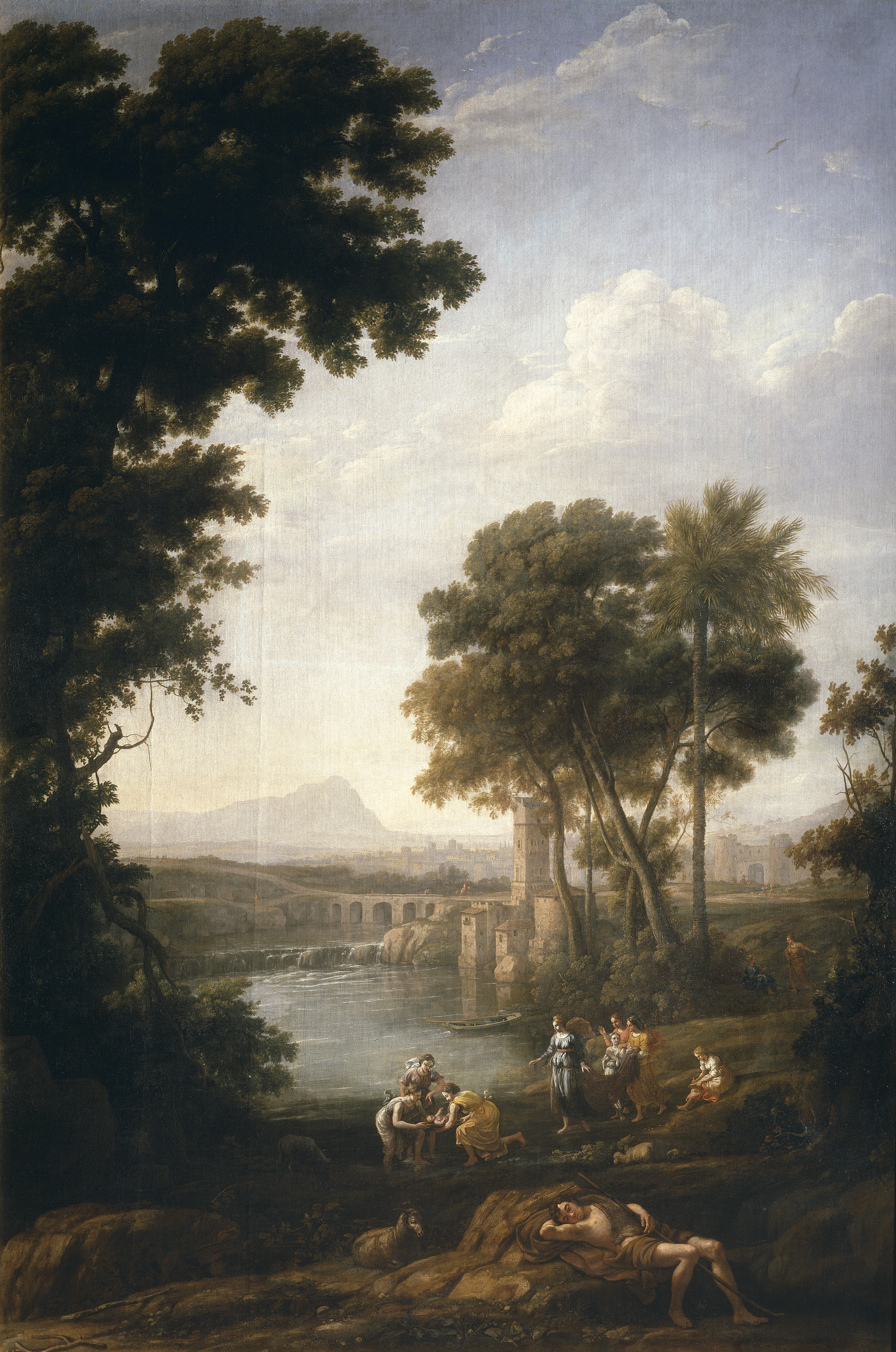
『モーセの発見のある風景』
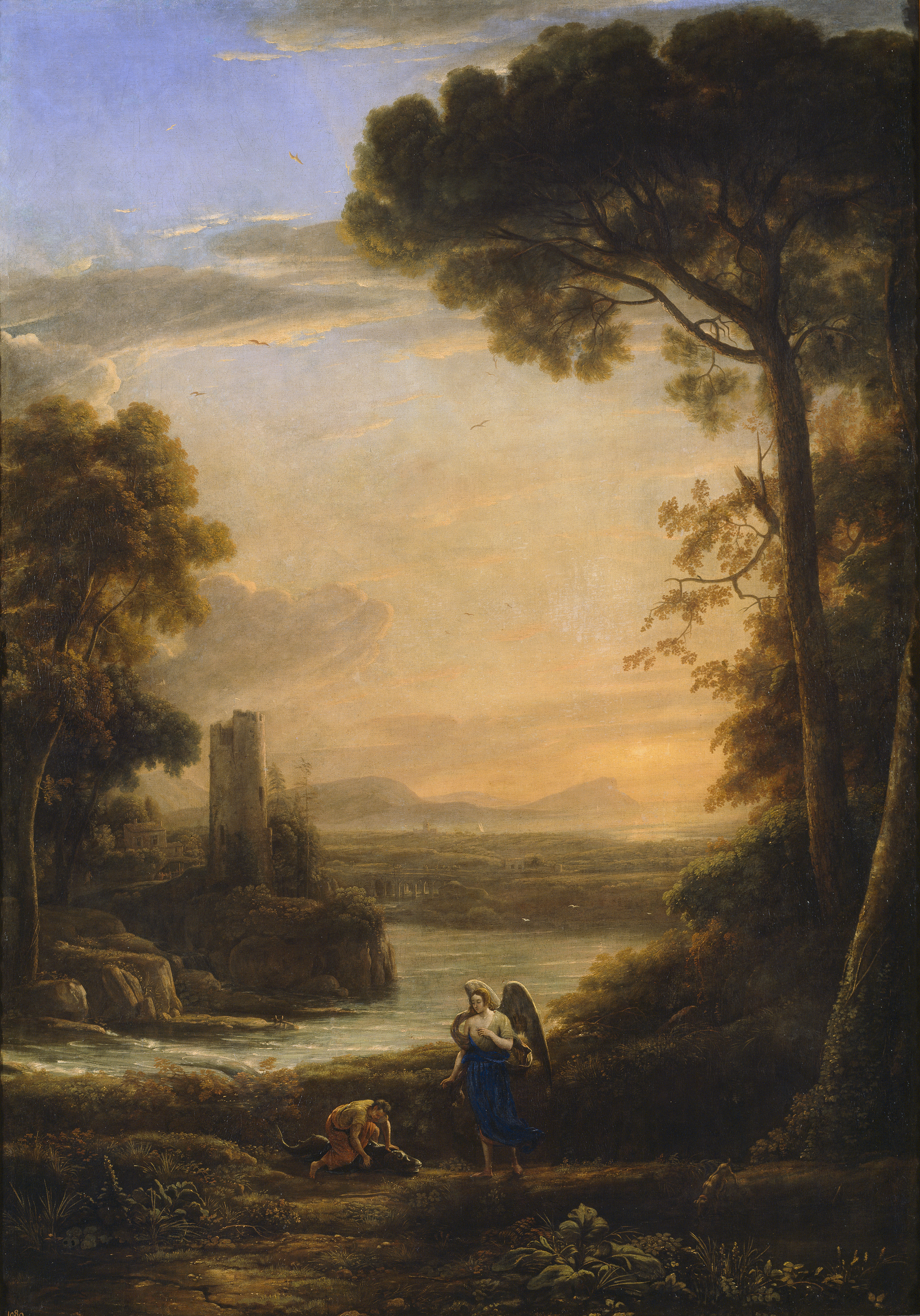
『大天使ラファエルとトビアスのいる風景』1639年-1640年 プラド美術館所蔵
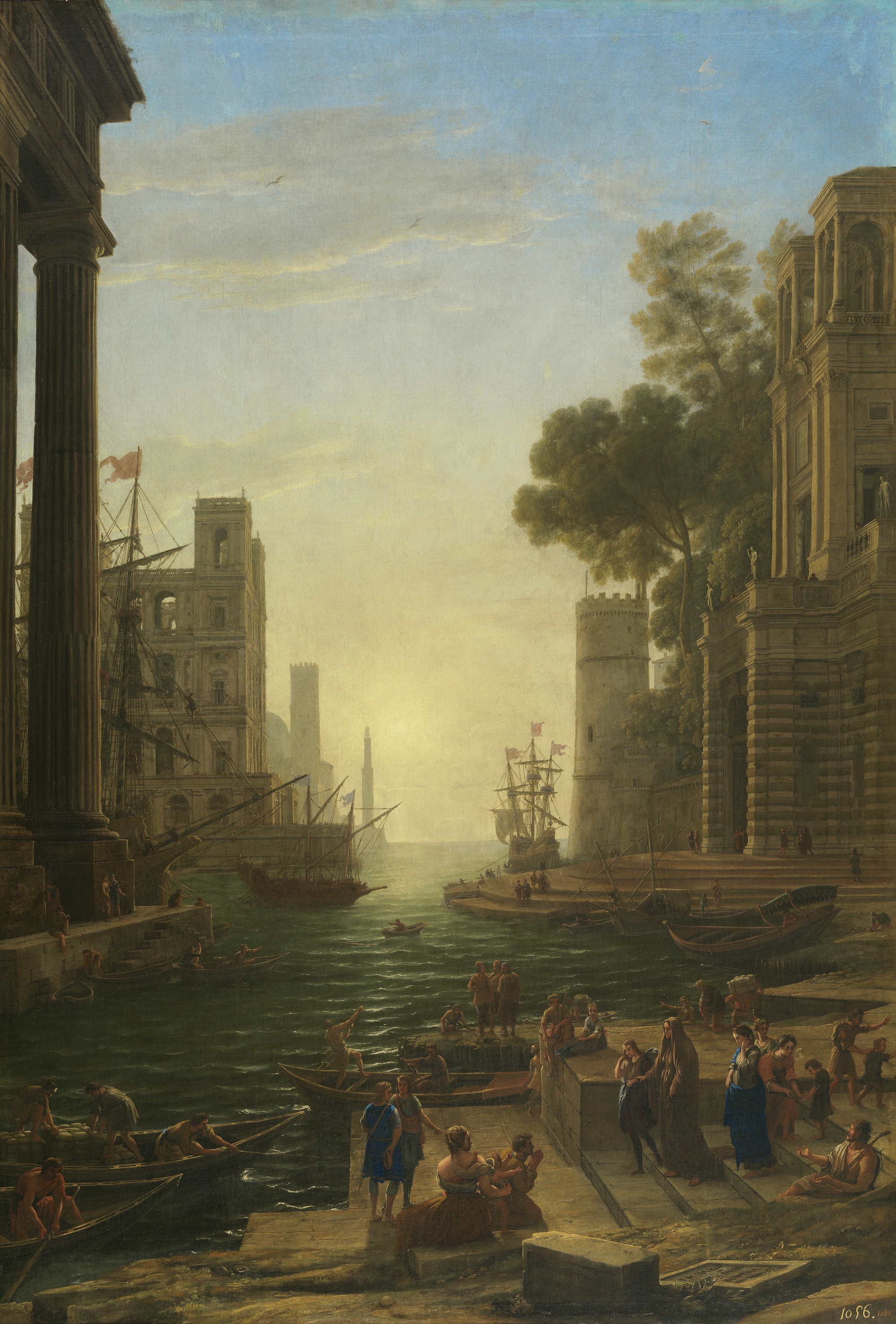
『オスティアで乗船するローマの聖パウラがいる風景』1639年-1640年 プラド美術館所蔵
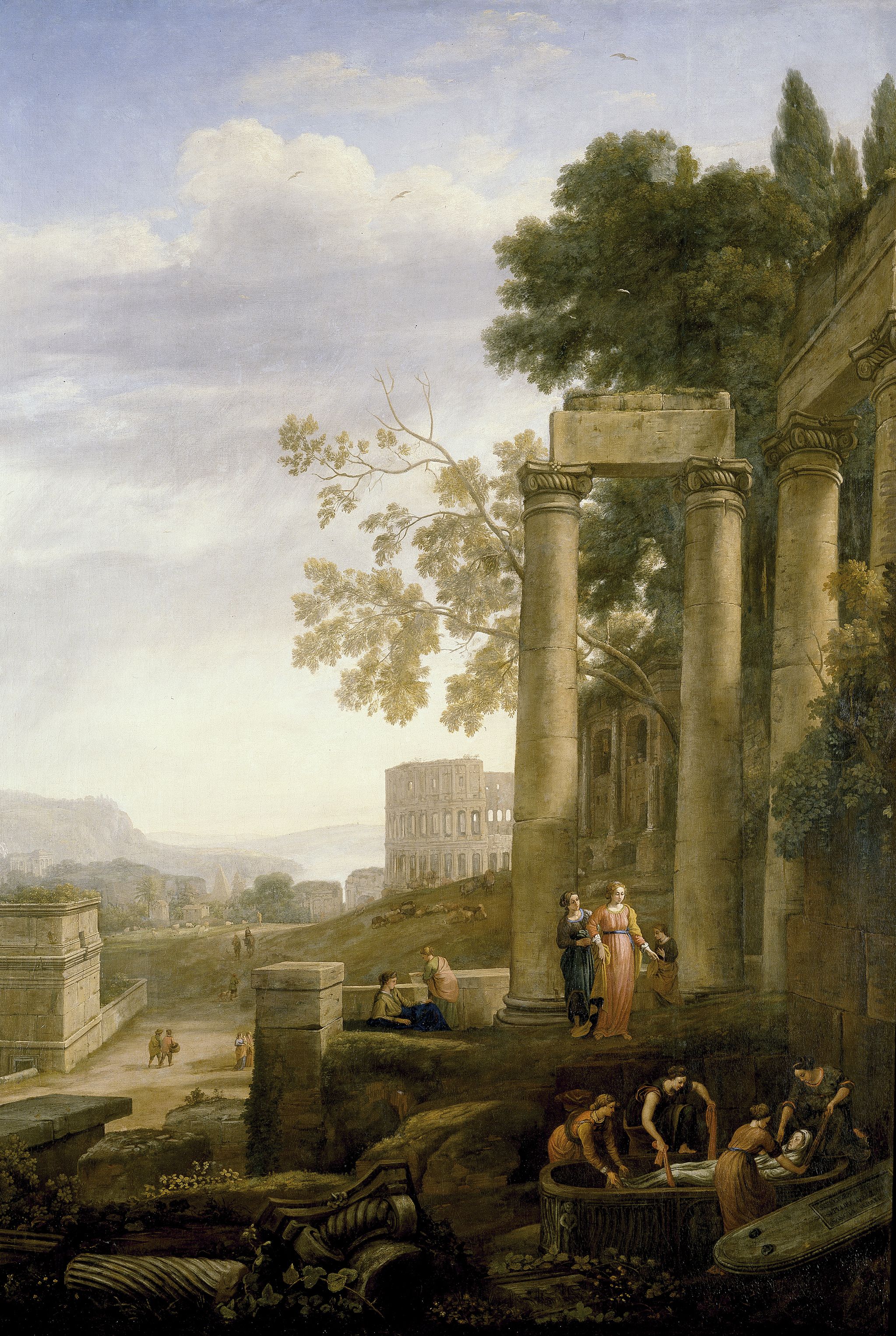
『聖セラピアの埋葬のある風景』

関連作品

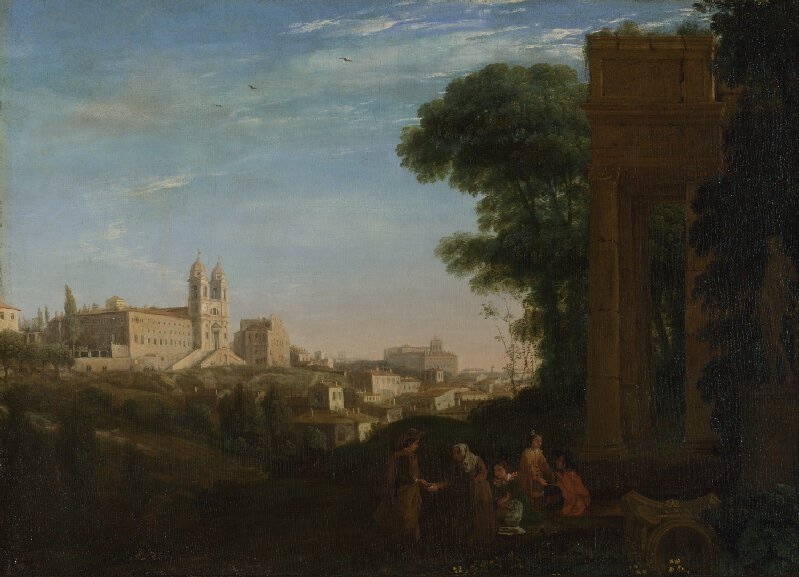
『トリニタ・デイ・モンティ聖堂のある風景』1632年 ロンドン・ナショナル・ギャラリー所蔵
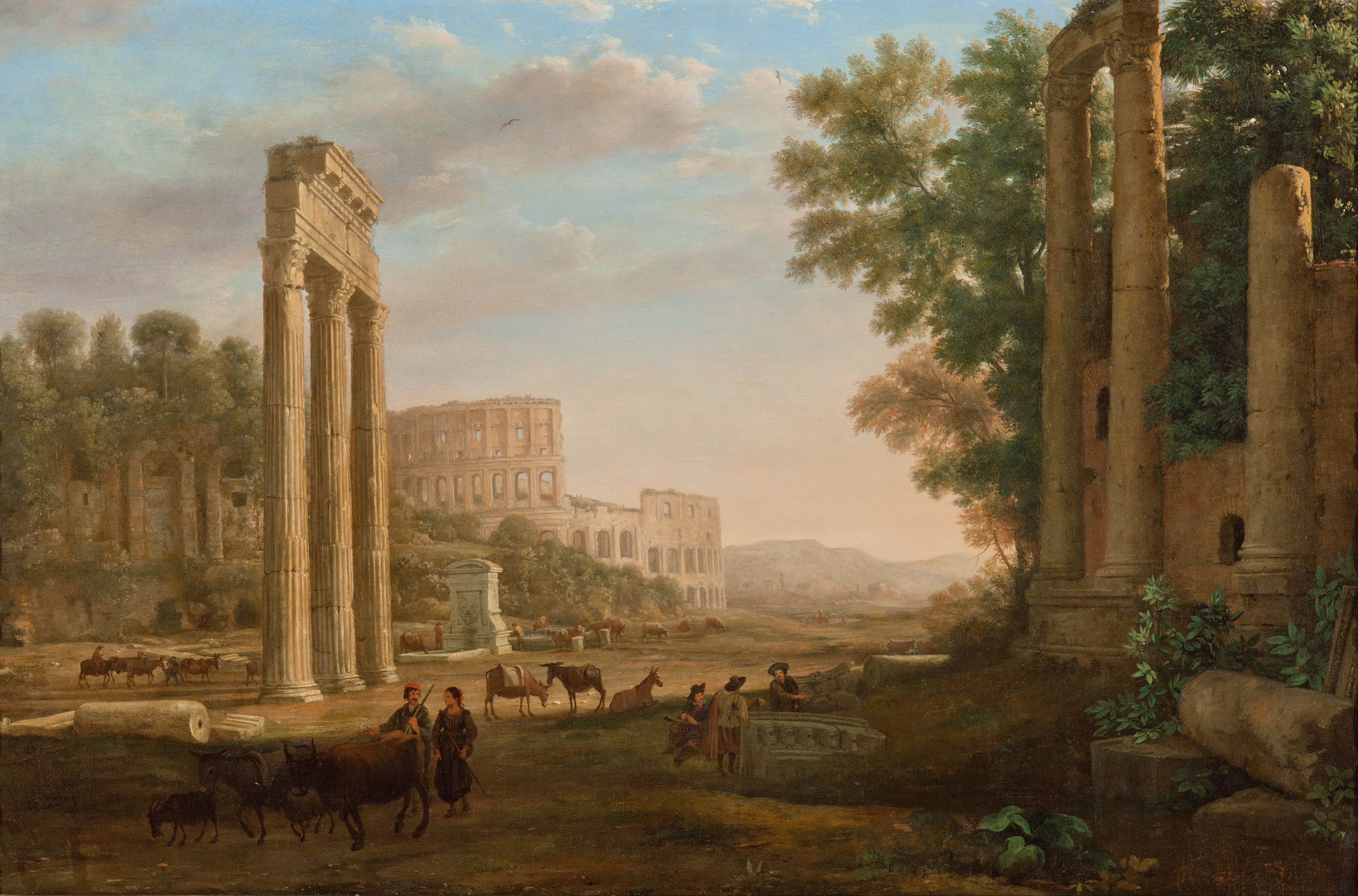
『フォロ・ロマーノの遺跡のあるカプリッチョ』1634年頃 南オーストラリア美術館所蔵